# Hamazi

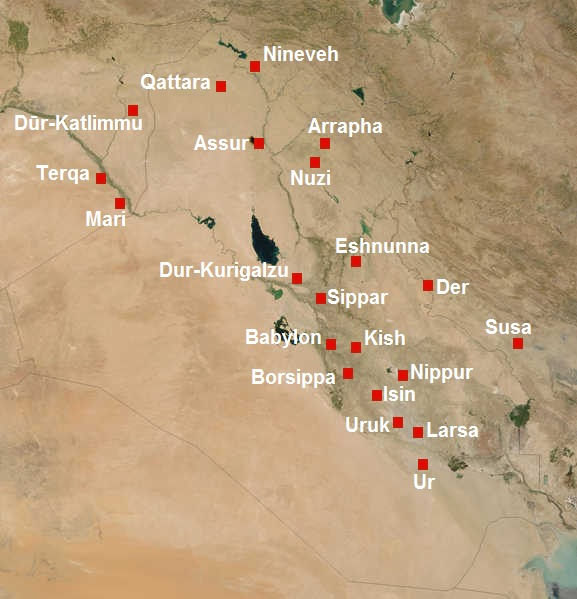
Mésopotamie au

Hamazi est un ancien royaume mésopotamien situé selon les hypothèses entre Ebla et Kish ou dans les montagnes du Zagros occidental, dans l'ouest de l'Iran actuel, à moins que deux cités aient porté le même nom. Il apparaît dans les textes retrouvés dans les villes de Sumer dans la seconde moitié du IIIe millénaire av. J.-C.
Les rois de la première dynastie dont ceux de Lagash ont parfois maille à partir avec des rois de cette contrée. Selon la Liste royale sumérienne, le roi Hadanish de Hamazi aurait dominé la basse Mésopotamie après avoir battu le roi de Kish. Il aurait été ensuite défait après 360 années de règne par un roi d'Uruk. Cette information n'est bien sûr pas à prendre au pied de la lettre, mais elle montre que ce royaume était une des grandes puissances de cette période.
Les archives d'Ebla, ville située en Syrie, ont livré une lettre envoyé par le roi Zizi de Hamazi au souverain local, Irkab-Damu, attestant ainsi de l'importance des réseaux diplomatiques auxquels participaient les souverains du royaume du Zagros. Les deux rois se considèrent comme « frères » (c'est-à-dire comme souverains de rang égal), et Zizi offre du bois à son homologue, en espérant recevoir en retour des soldats.
On ne sait en fin de compte que peu de choses sur l'histoire de Hamazi, en l'absence de sources directes, ou plus complètes. On peut néanmoins entrevoir l'importance que ce royaume a pu avoir dans le Moyen-Orient entre les XXVe et XXIVe siècles av. J.-C., avant que cette région ne tombe sous la coupe des souverains de l'Empire d'Akkad. Sous la Troisième dynastie d'Ur, une province du Hamazi est mentionnée sous le règne d'Amar-Sîn.